# Cuzy
Cuzy is een gemeente in het Franse departement Saône-et-Loire (regio Bourgogne-Franche-Comté) en telt 138 inwoners (2005). De plaats maakt deel uit van het arrondissement Autun.

## Geografie
De oppervlakte van Cuzy bedraagt 17,3 km², de bevolkingsdichtheid is 8,0 inwoners per km².
De onderstaande kaart toont de ligging van Cuzy met de belangrijkste infrastructuur en aangrenzende gemeenten.

## Demografie
Nevenstaande figuur toont het verloop van het inwonertal (bron: INSEE-tellingen).